# Phorbia lobata
Phorbia lobata este o specie de muște din genul Phorbia, familia Anthomyiidae. A fost descrisă pentru prima dată de Huckett în anul 1929. Conform Catalogue of Life specia Phorbia lobata nu are subspecii cunoscute.